# Stolpen
Stolpen ist eine Kleinstadt in Sachsen. Die Stadt liegt etwa 25 Kilometer östlich von Dresden und gehört zum Landkreis Sächsische Schweiz-Osterzgebirge. Wahrzeichen und touristischer Anziehungspunkt von Stolpen ist die auf einem Basaltfelsen gelegene Ruine der Burg Stolpen.

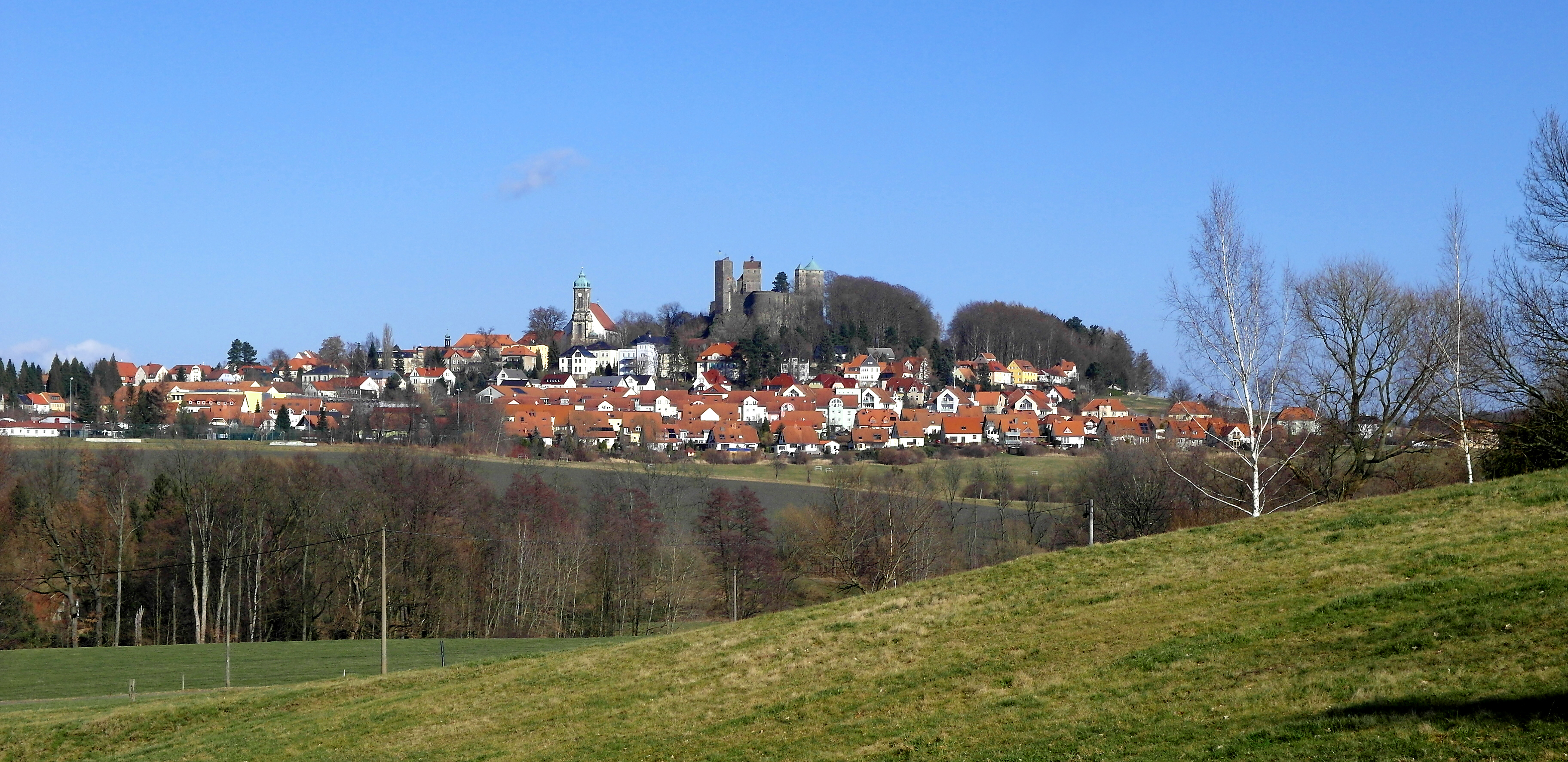
Stolpen, Stadtansicht von Süden

## Ortsteile
Die Gemeinde gliedert sich in den Hauptort Stolpen sowie in die weiteren Ortsteile Heeselicht, Helmsdorf, Langenwolmsdorf, Lauterbach und Rennersdorf-Neudörfel.

## Geschichte

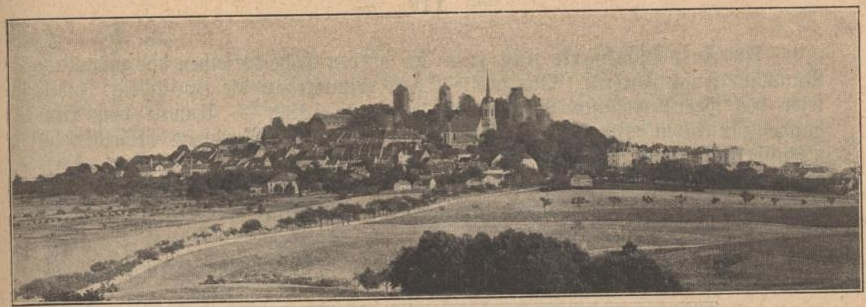
Ansicht von Nordwesten um 1900

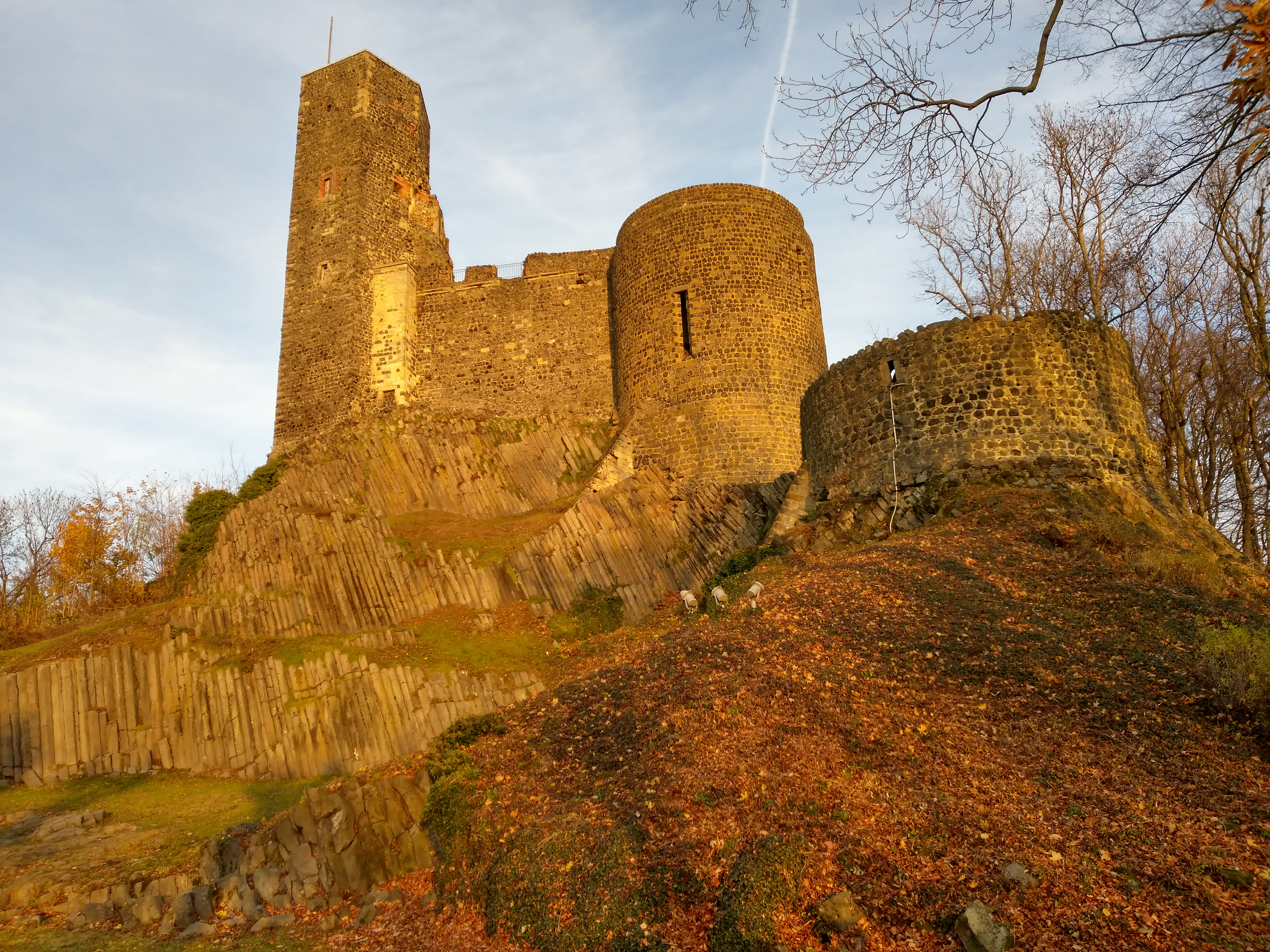
Westansicht der Burg Stolpen auf dem Basaltfelsen (bei Abendsonne).

Die Burg Stolpen wurde im Jahr 1222 das erste Mal urkundlich erwähnt. Die Festungsanlage war im Besitz der Bischöfe von Meißen. Anfang des 15. Jahrhunderts entstand die nördlich vorgelagerte Burgsiedlung. Nachdem die Meißner Bischöfe im 15. Jahrhundert ihre Residenz von Meißen auf die Burg Stolpen verlegt hatten, entwickelte sich der Ort zur Stadt und wurde zum Zentrum des wichtigsten meißnischen Stiftsterritoriums. Bischof Dietrich III. von Schönberg ließ um 1470 die Stadtmauer bauen, und Bischof Johann VI. von Saalhausen gab 1503 der Stadt eigene Statuten. 1559 zwang Kurfürst August den letzten Meißner Bischof, ihm das Amt Stolpen zu überlassen. Seitdem waren Stadt und Burg kursächsisch.
Die Anfang des 14. Jahrhunderts gegründete Stadt hieß zunächst, wie die ältere Siedlung (heute Altstadt) Jochgrim oder Jockrym (seit 1297 bezeugt). Nachdem Hussiten 1429 die Stadt niedergebrannt hatten, wurde sie an der heutigen Stelle näher zum Schlossareal wieder aufgebaut. Der Name des Schlosses ging allmählich auf die Stadt über.

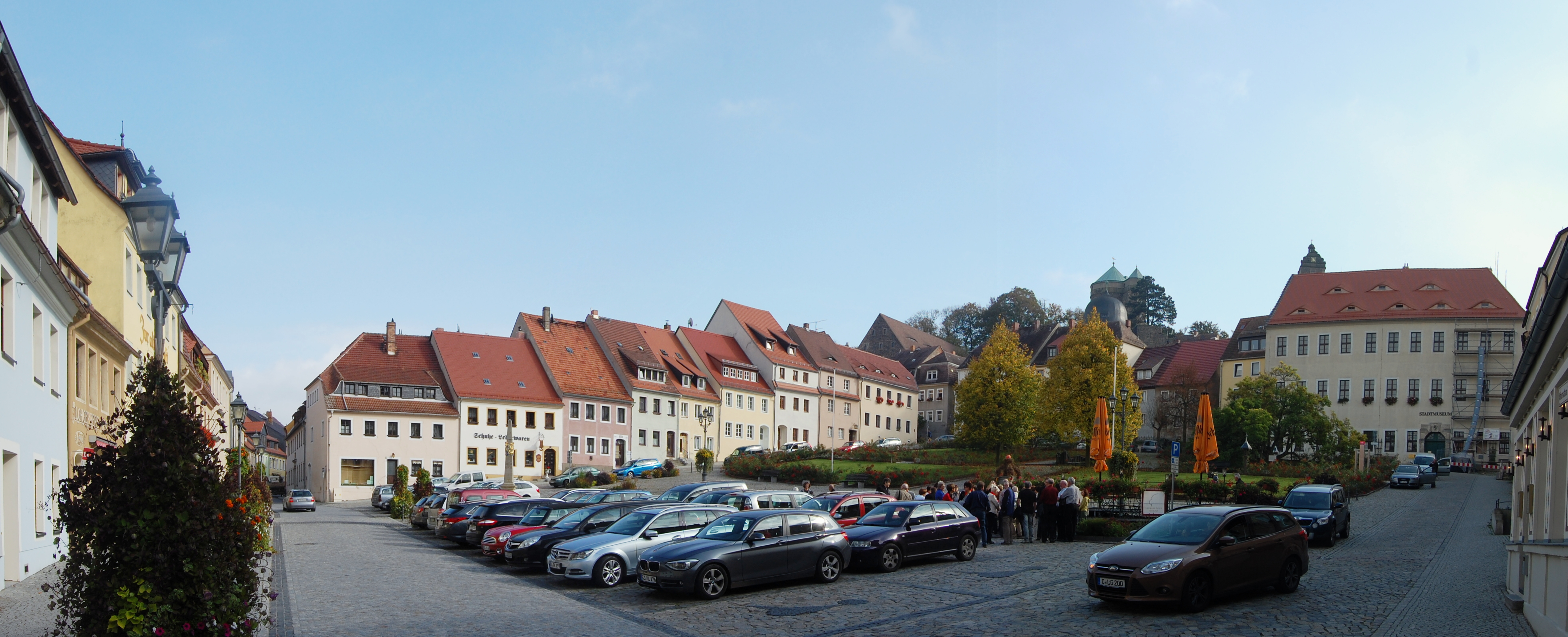
Blick auf den Markt

Aufgrund der nicht einfachen Wasserversorgung sowie der dichten Bebauung brannte die Stadt mehrmals ab: 1489 brannten große Teile der Stadt und das Schloss; 1565 wurden 30 Wohnhäuser vernichtet; 1632 brannten kaiserliche Kroaten die Vorburg und die gesamte Stadt nieder; 1639 vernichteten schwedische Truppen die halbe Stadt sowie das Amts- und Ratsarchiv; der große Stadtbrand am 1. August 1723 vernichtete 105 Privathäuser sowie das Rats- und das Kirchenarchiv, Gräfin Kosel auf der Burg blieb verschont; nach dem großen Stadtbrand vom 20. Februar 1795, bei dem 52 Wohnhäuser und die Begräbniskirche niederbrannten, beschloss man den Abriss der Schlossmauer und nach 1800 auch den Rückbau der Stadtmauer, von der heute nur noch das Niedertor (Dresdner Tor) erhalten ist.
1813 ließ Napoleon Bonaparte Verteidigungsanlagen um die Festung errichten, zerstörte die Burg aber weitestgehend bei seinem Abzug.
Ab dem Jahr 1877 mit der Eröffnung der Eisenbahnlinie Dürrröhrsdorf–Neustadt wurde Stolpen ein attraktives Fremdenverkehrsziel.

### Name
Der Name Stolpen basiert auf dem altsorbischen Wort stolp, welches sich in der Bedeutung von Pfosten bzw. Mauer auf das Aussehen der Basaltsäulen bezieht (vgl. obersorbisch stołp, „Säule“; stołpowc, „Basalt“). Im Laufe der Jahrhunderte wechselte die Schreibweise mehrmals; überliefert sind u. a. die Formen Stolp (1227), Stolpen (1233), Ztolp (1252), Stulpin (1378) und Stolppen (1478).

### Eingemeindungen
Ursprüngliche Ortsteile waren: Berghäuser, Amtsburglehn (westlich der Bahnhofstraße) und Ratsburglehn (östlich der Bahnhofstraße). Eingemeindungen erfolgten:
- 1950, 1. Juli: Altstadt, heute ein Stadtteil von Stolpen (Stolpen-Altstadt)
- 1994: Heeselicht, Helmsdorf, Langenwolmsdorf, Lauterbach und Rennersdorf-Neudörfel

### Entwicklung der Einwohnerzahl
| - um 1330 – 500 - um 1550 – 725 - 1559 – 122 besessene Mann - 1748 – 146 besessene Mann - 1799 – 706 (über 10 Jahre alt) - 1834 – 1220 | - 1871 – 1383 - 1890 – 1401 - 1910 – 1741 - 1925 – 1833 - 1950 – 2913 - 1964 – 2705 | - 1970 – 2549 - 1990 – 5890 - 1998 – 6217 - 2004 – 6196 - 2007 – 5988 - 2010 – 5793 | - 2012 – 5677 - 2013 – 5648 - 2014 – 5691 - 2015 – 5679 - 2020 – 5564 |

## Politik

### Bürgermeister
Am 29. August 2022 wurde Maik Hirdina als Bürgermeister vereidigt. Er gewann die Wahl am 12. Juni 2022 mit 95,5 %
Uwe Steglich (FDP) war von 2001 bis 2022 Bürgermeister von Stolpen.
| Wahl | Bürgermeister | Vorschlag | Wahlergebnis (in %) |
| ---- | ------------- | --------- | ------------------- |
| 2022 | Maik Hirdina  | Hirdina   | 95,5                |
| 2015 | Uwe Steglich  | FDP       | 93,7                |
| 2008 | Uwe Steglich  | FDP       | 97,7                |
| 2001 | Uwe Steglich  | FDP       | 67,3                |

### Stadtrat
- SPD: 1
- Grüne: 1
- WVS: 2
- UWVO: 3
- CDU: 7
- AfD: 1

Die AfD kann drei Sitze nicht besetzen. Der Stadtrat verkleinert sich entsprechend.
Seit der Stadtratswahl am 9. Juni 2024 verteilen sich die 15 Sitze des Stadtrates folgendermaßen auf die einzelnen Gruppierungen:
- CDU: 7 Sitze
- Unabhängige Wählervereinigung der Ortschaften (UWVO): 3 Sitze
- Wählervereinigung Stolpen (WVS): 2 Sitze

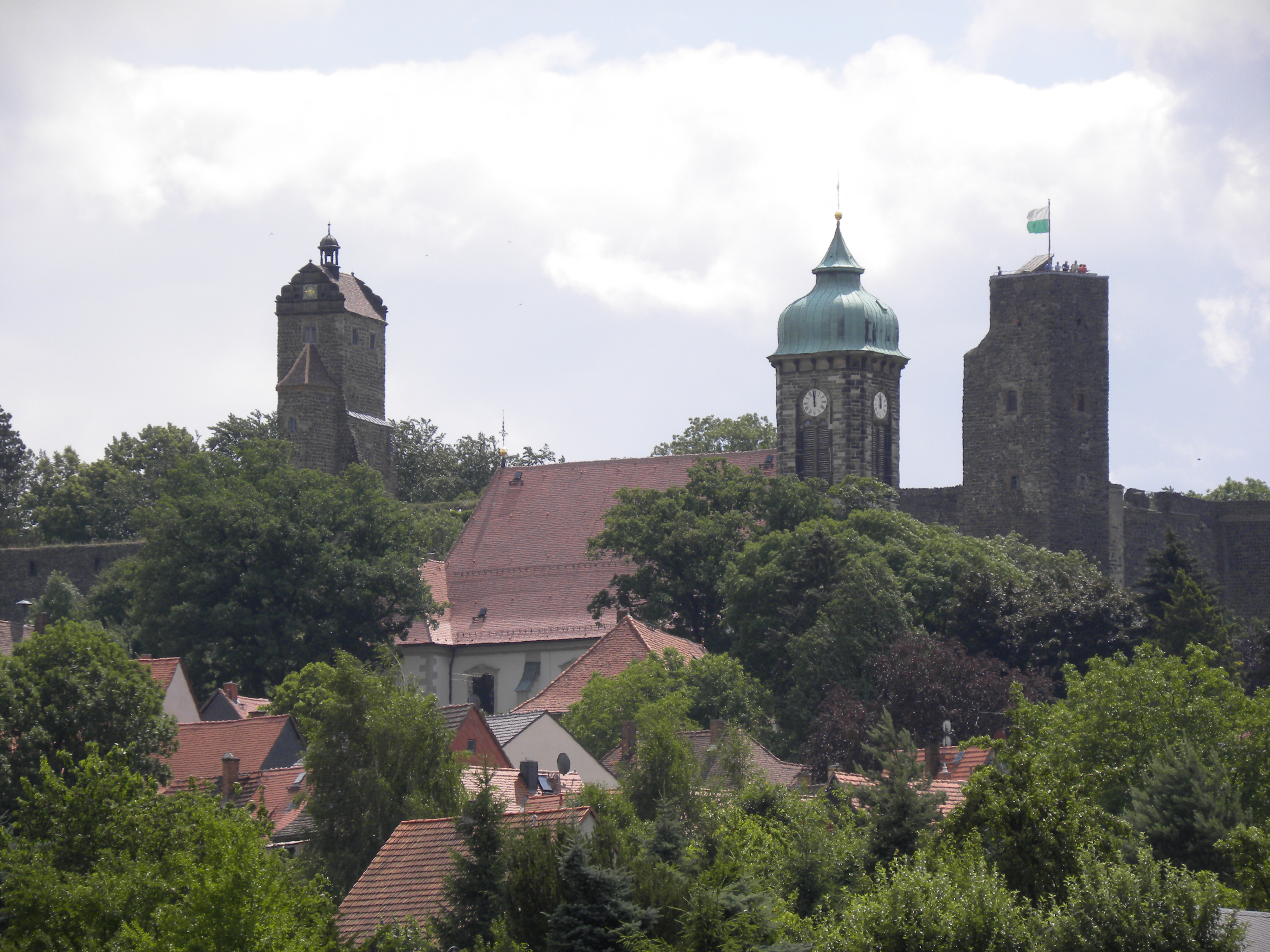
Stadt Stolpen mit Burg

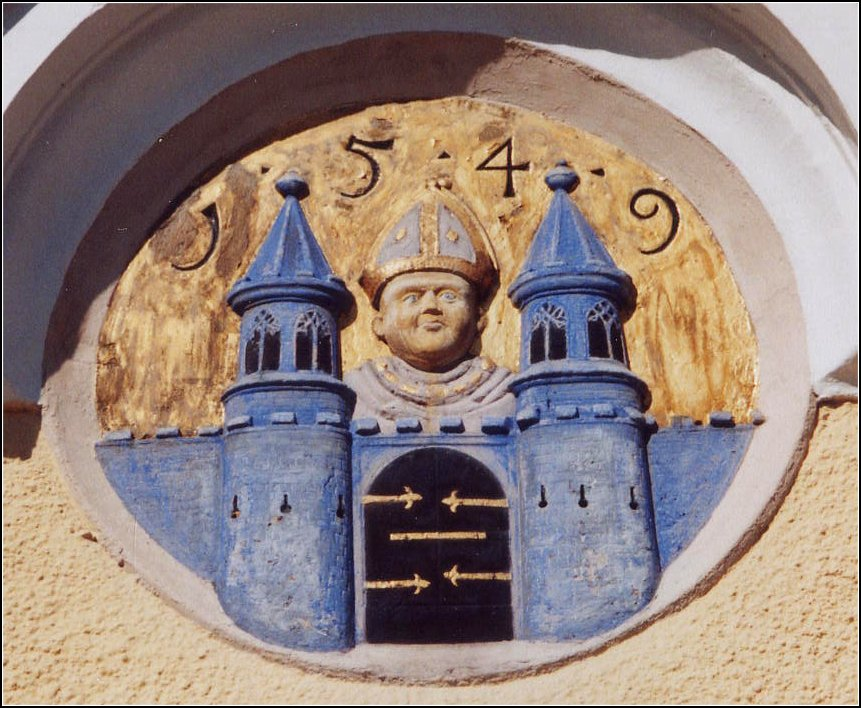
Stadtwappen am Rathaus

- AfD: 1 Sitz
- SPD: 1 Sitz
- Grüne: 1 Sitz

| Liste                                         | 2024   | 2024   | 2019   | 2019   | 2014   | 2014   |
| Liste                                         | Sitze  | in %   | Sitze  | in %   | Sitze  | in %   |
| --------------------------------------------- | ------ | ------ | ------ | ------ | ------ | ------ |
| CDU                                           | 7      | 41,9   | 8      | 39,8   | 10     | 55,5   |
| AfD                                           | 1      | 22,3   | 1      | 19,2   | –      | –      |
| Unabhängige Wählervereinigung der Ortschaften | 3      | 15,4   | –      | –      | –      | –      |
| Wählervereinigung Stolpen                     | 2      | 11,4   | 2      | 11,2   | 3      | 16,2   |
| SPD                                           | 1      | 4,3    | 1      | 6,9    | 1      | 7,1    |
| Grüne                                         | 1      | 4,8    | 1      | 5,9    | –      | –      |
| FDP                                           | –      | –      | 3      | 16,9   | 4      | 21,2   |
| Wahlbeteiligung                               | 73,2 % | 73,2 % | 68,8 % | 68,8 % | 58,3 % | 58,3 % |

### Wappen
Das Stadtwappen zeigt vor goldenem Hintergrund eine blaue Burg mit Tor und zwei Türmen. Über dem Tor ist der rotgekleidete Oberkörper eines Bischofs dargestellt. Das Wappen bezieht sich somit auf die Stadtherrschaft durch die meißnischen Bischöfe.

### Partnerschaften
Die Stadt Stolpen und der Ortsteil Langenwolmsdorf pflegen zu folgenden Städten und Gemeinden freundschaftliche Beziehungen:
- Hilzingen in Deutschland / Baden-Württemberg

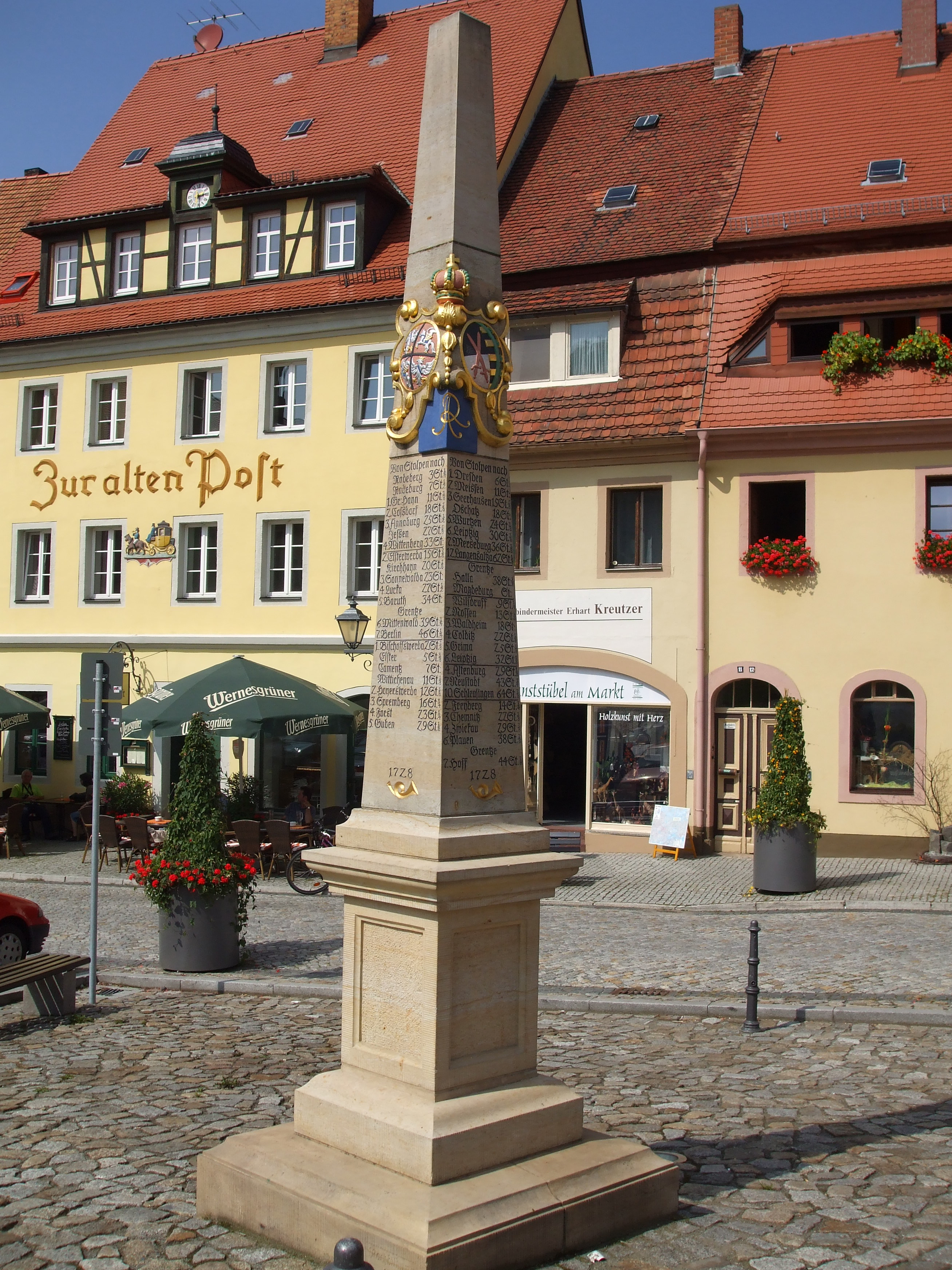
Nachbildung der kursächsischen Postdistanzsäule mit Jahreszahl 1728

- Amöneburg in Deutschland / Hessen
- Garching an der Alz in Deutschland / Bayern
- Jockgrim in Deutschland / Rheinland-Pfalz
- Sipplingen in Deutschland / Baden-Württemberg
- Sloup v Čechách in Tschechien

## Verkehr
Stolpen ist über Staatsstraßen mit Dresden und Bautzen über Anbindung an die Bundesstraße 6, Radeberg, Pirna mit Anbindung an die A 17, Neustadt in Sachsen und Bischofswerda mit Anbindung an die A 4 verbunden. Der Bahnhof an der Bahnstrecke Neustadt–Dürrröhrsdorf befindet sich außerhalb der Stadt etwa 1,5 km südlich des Stadtkerns. Stündlich fährt die Regionalbahn, welche von DB Regio Südost betrieben wird, nach Pirna und Neustadt, zweistündlich auch bis Sebnitz. In Stolpen steht auf dem Markt eine  Nachbildung der verkehrsgeschichtlich interessanten kursächsischen Postdistanzsäule.

## Kultur und Sehenswürdigkeiten

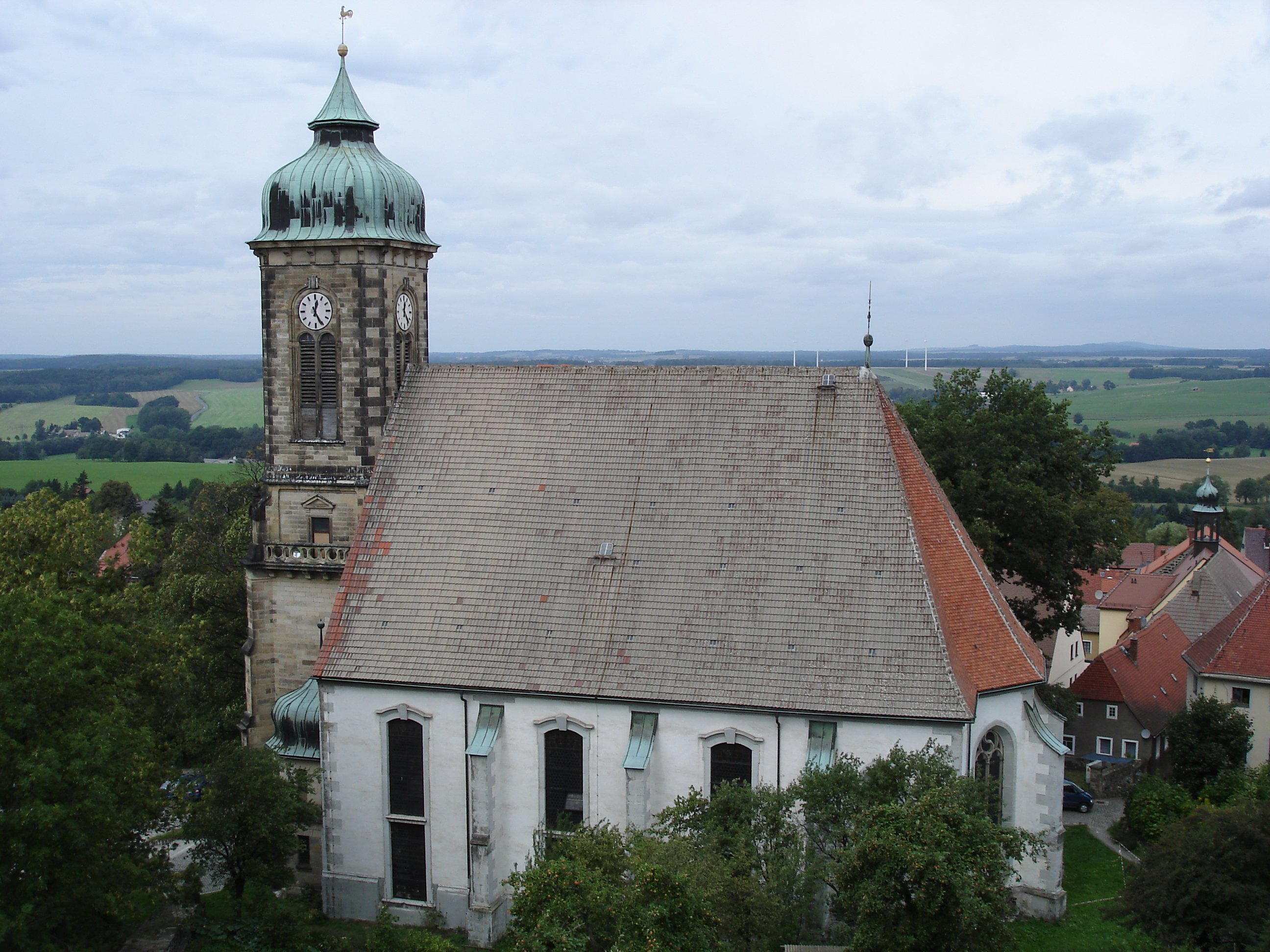
Evangelisch-lutherische Stadtkirche

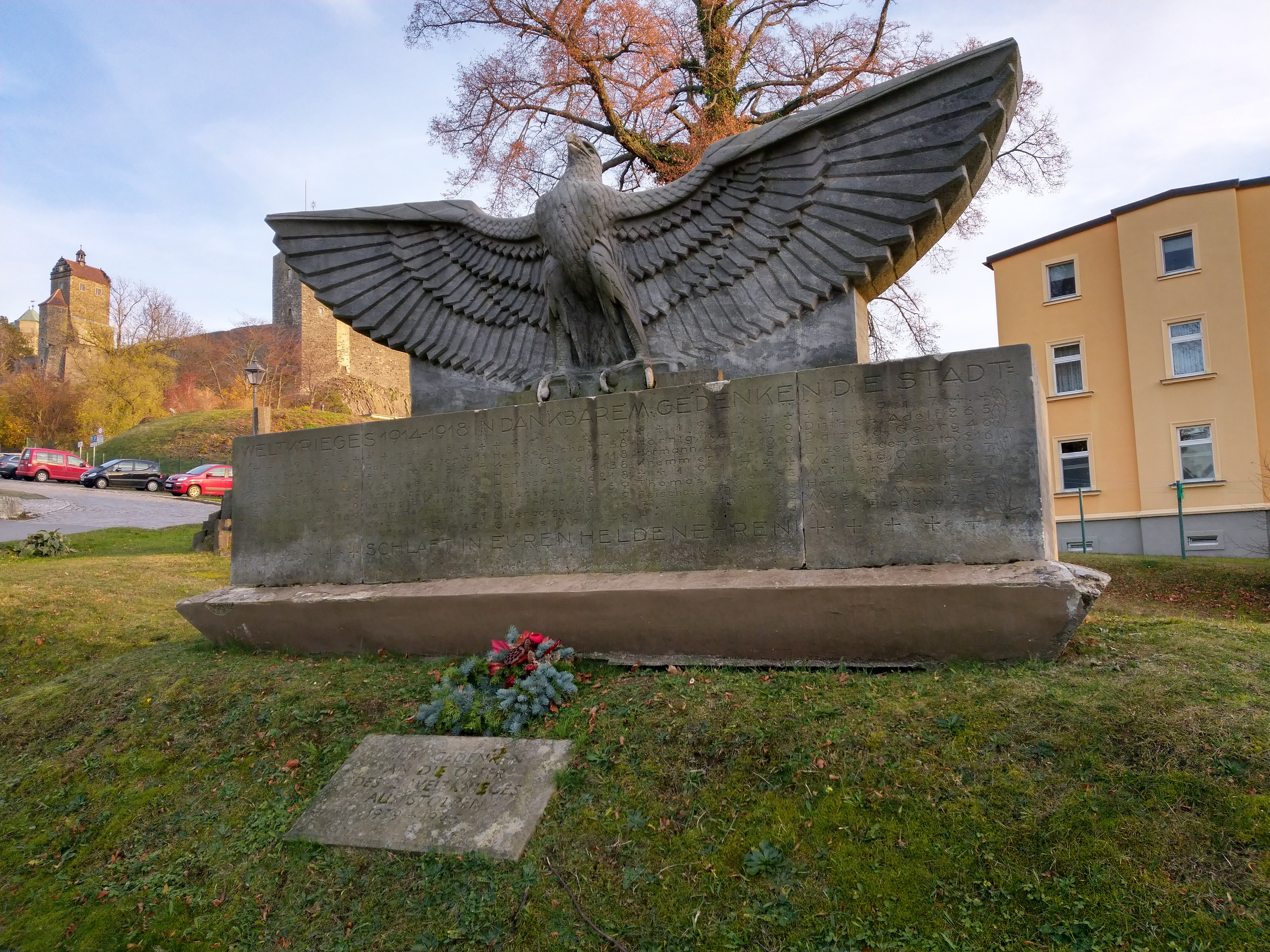
Kriegerdenkmal in Stolpen, erinnert an die Soldaten des 1. und 2. Weltkrieges aus dieser Gegend.

- Burgruine Stolpen: Seit 1877 ist die Burg zur Besichtigung freigegeben.
- Stolpner Markt: steht als Kulturdenkmal unter besonderem Schutz. Das Rathaus (Markt 1) erhielt nach dem großen Stadtbrand von 1723 einen kleinen Dachreiterturm. Die Löwenapotheke (Markt 2) ist eine der ältesten im Landkreis (über 200 Jahre alte Spindelpresse und Mörser auf der Burg ausgestellt). Das alte und das neue kurfürstliche Amtshaus sind sehenswert. In letzterem befindet sich das Stadtmuseum. Reste der Stadtmauer aus dem 15. Jahrhundert mit dem Niedertor. Imposante Basaltgewölbekeller.
- Evangelisch-lutherische Stadtkirche: Steinplastik: Spätgotische Kreuzigung, 1470; Barocke Holzkanzel und Holztaufe, 1727; Barocker Evang. Beichtstuhl; Hölzernes Lesepult (Theodor Quentin); Orgel von Hermann Eule, Bautzen (1898) im barocken Gehäuse der Vorgängerorgel von Johann Christian Pfennig (1766) aus Kröbeln; Decken- und Wandmalereien (Leimfarbe), 1898.
- St.-Lorenz-Kirche zu Stolpen-Altstadt und Wilhelm-Leberecht-Herbrig-Orgel: Die Altstädter Kirche war einst eine Wehrkirche, erbaut zwischen 1495 und 1498. Die einmanualige mechanische Schleifladenorgel von Wilhelm Leberecht Herbrig aus dem Jahr 1856 ist 2006 im denkmalpflegerischen Sinn restauriert worden. Altstadt ist die „Keimzelle“ des Projekts „Herbrig-Orgelstraße“.[11][12]
- Evangelisch-Lutherische Kirche zu Langenwolmsdorf: Auch diese Kirche besitzt eine Orgel von W. L. Herbrig (1843/44). Das zweimanualige Instrument mit 20 Stimmen ist das größte der noch erhaltenen aus der Werkstatt Herbrig in der Region, allerdings in höchstem Maße sanierungsbedürftig. Eine Restaurierung ist nicht ohne entsprechende Fördermittel möglich.

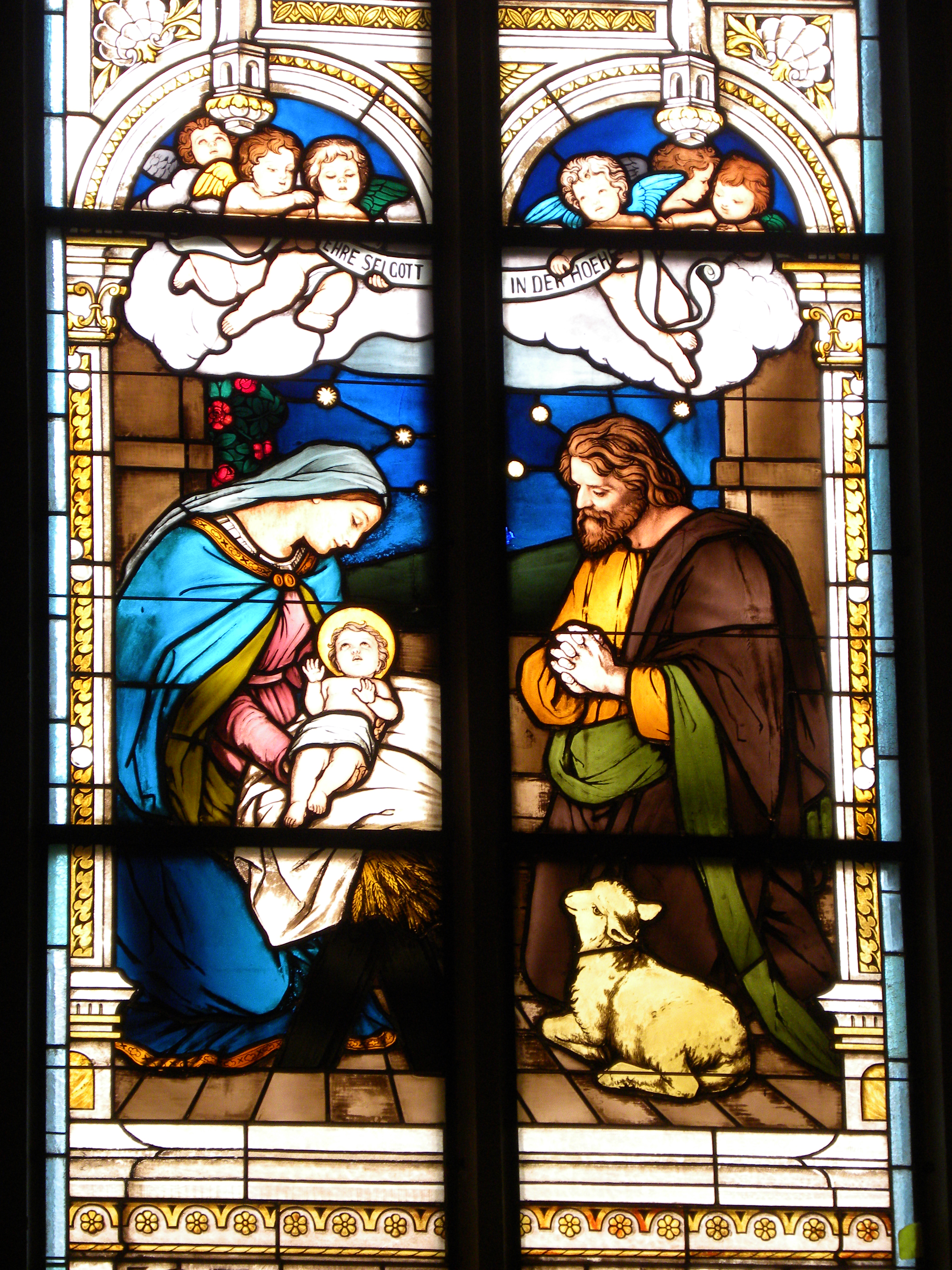
Weihnachtsbild im Chorraum der Stadtkirche

### Natur und Landschaft
- Burgberg: Der Basaltschlot des Stolpener Burgberges wurde im Mai 2006 von der Akademie der Geowissenschaften zu Hannover als eines der 77 bedeutendsten nationalen Geotope Deutschlands prädikatisiert.
- Märzenbecherwiesen im Polenztal: Teils auf Stolpener Gebiet liegt eines der größten natürlichen Vorkommen des Märzenbechers in Deutschland.
- Siehe auch: Liste der Naturdenkmale in Stolpen

## Veranstaltungen
Es gibt jedes Jahr wiederkehrende Veranstaltungen, darunter das Historische Stadtfest im Juni, der Stolpener Basalt-Lauf im September sowie der Romantische Weihnachtsmarkt am 2. Adventswochenende.

## Persönlichkeiten

### Söhne und Töchter der Stadt
- Anton Lauterbach (1502–1569), lutherischer Theologe und Reformator
- Clemens Timpler (1563–1624), Theologe und Philosoph
- Carl Samuel Senff (1666–1729), Pastor und Chronist
- Christian August Freyberg (1684–1743), Rektor der Dresdner St.-Annen-Schule
- Christian Friedrich Henrici (genannt Picander; 1700–1764), Textdichter von Johann Sebastian Bach
- Johann Andreas Boden (1703–1764), Pädagoge, Historiker und lutherischer Theologe
- Carl Christian Gercken (1731–1795), Pastor und Chronist
- Karl Heinrich Heydenreich (1764–1801), Schriftsteller und Philosoph
- Moritz Ferdinand Schmaltz (1785–1860), lutherischer Theologe
- Friedrich Traugott Friedemann (1793–1853), Pädagoge und Schriftsteller
- Gustav Spitzner (1803–1870), Direktor der königlich-sächsischen Generalkommission für Ablösungen und Gemeinheitsteilungen
- Friedrich John (1835–1899), Lehrer und Musiker
- Herbert Hauschild (1889–1968), Grafiker und Typograf
- Hellmut Kretzschmar (1893–1965), Archivar und Historiker
- Harry Earles (1901/02–1985), deutsch-US-amerikanischer Schauspieler (The Doll Family)
- Daisy Earles (1907–1980), deutsch-US-amerikanische Schauspielerin (The Doll Family)
- Hellmut Fuchs (1913–2002), Maler und Fotograf, seit 1993 Ehrenbürger der Stadt Stolpen

### Personen, die vor Ort gewirkt haben (in alphabetischer Folge)
- Johann von Breitenbach († 1507 oder 1509), Rechtswissenschaftler und Hochschullehrer, war Amtmann von Stolpen
- Rudolf Peschke (1895–1970), Maler und Grafiker
- Albert Sixtus (1892–1960), Kinder- und Jugendbuchautor (Die Häschenschule), verbrachte hier seine Kindheit
- Franz Ferdinand von Troilo (1635–1704), Burgkommandant und Orientreisender